# Adiós al Séptimo de Línea (novela)
Adiós al Séptimo de Línea es una novela épica escrita por el autor chileno Jorge Inostrosa en 1955. Está basada en el guion del radioteatro homónimo, que data de 1948.
La obra está compuesta por cinco tomos en los que se relatan las aventuras y desventuras de algunos regimientos y personajes chilenos, reales y ficticios, en la Guerra del Pacífico. El título de la novela hace referencia a un regimiento creado luego del combate naval de Iquique (21 de mayo de 1879), que se denomina «Esmeralda», nombre del buque chileno hundido en esa acción. Ese regimiento movilizado, por sus acciones en combate que se narran en la obra, al final de la novela pasa a convertirse en el séptimo regimiento de línea de Chile, cosa que es consistente con los hechos de la época.
A lo largo del relato, donde se mezclan personajes aparentemente reales con hechos ficticios, se hace un recorrido de la guerra en orden cronológico, comenzando por la situación de los trabajadores chilenos en Antofagasta antes del inicio de las hostilidades, la campaña naval y el primer bloqueo de Iquique.

## Descripción de los volúmenes
Los cinco tomos se denominan así:
- Tomo 1: La frontera en llamas, donde se narra la situación de los trabajadores chilenos en Antofagasta, bajo soberanía boliviana en la época, y la creación de ligas de defensa por parte de los obreros.
- Tomo 2: Las cruces del desierto, inicio de las campañas naval y terrestre, desde la ocupación de Antofagasta hasta la batalla de Tarapacá.
- Tomo 3: Los infantes de bronce, desde la batalla de Tarapacá a la toma de Lima por parte del ejército chileno.
- Tomo 4: Los batallones olvidados, el inicio de la campaña de la Sierra y la resistencia peruana a la ocupación.
- Tomo 5: El regreso de los inmortales, el desenlace: la batalla de Huamachuco, la firma del tratado de Ancón, los regimientos que quedan en apoyo del nuevo gobierno peruano, y regreso a Chile en 1884.

## Personajes principales
- Alberto Cobo: (Personaje aparentemente ficticio) Joven de 28 años de edad al inicio de la historia, quien viaja a Antofagasta en aquel entonces pèrteneciente a Bolivia a ocupar una vacante laboral en una firma minera extranjera y juntar dinero para casarse con Leonora Latorre. Con el pasar del tiempo y, enfrentado a diversas circunstancias, se enrola en el Ejército de Chile como soldado de infantería. Con el tiempo y gracias a sus intervenciones fue ascendiendo de grado. Aparentemente este personaje no existió a los niveles que se detallan en la novela, pues ni Alberto del Solar (quien en la novela es su amigo) lo nombra en su libro, ni tampoco aparece en los estudios de la geneología de la familia Cobo de Copiapó, donde si hay referencias de Clementina Cobos Valdés, quien era su hermana.

- Leonora Latorre: (Personaje Ficticio) Novia de Alberto Cobo, la que después de separarse de éste por circunstancias de la guerra, adquiere una importante participación como agente de informaciones del Gobierno chileno, siempre a cargo y protegida por "El Profesor". En la novela desaparece al final de la Guerra sin dejar rastro. Si bien es reconocido que es un personaje ficticio, podría basarse en una mujer denominada Anita Buendia[2]

- Alberto del Solar: (Personaje real) Teniente del Ejército de Chile y uno de los mejores amigos de Alberto Cobo. Famoso por su afición a las fiestas y las mujeres.  Luego de la guerra es enviado a Francia como delegado y posteriormente viaja a Buenos Aires donde se radica.

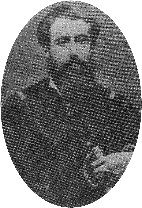
Manuel Rodríguez Ojeda

- Manuel Rodríguez Ojeda: (personaje real) Hacendado que ingresa al Ejército de Chile por afán patriótico. Se le concede el grado de capitán de caballería. En la guerra conocería al amor de su vida. Según la información que se consigna en www.laguerradelpacifico.cl el Sargento Mayor Manuel Rodríguez Ojeda, Nació en Chillán el 10 de julio de 1847, en el seno de la familia conformada por el Sargento Mayor Manuel Rodríguez Bustamante y de la dama chillaneja Josefa Ojeda Vildosola. Su abuelo fue el Coronel de la Independencia Ambrosio María Rodríguez Erdoiza, quien fue el hermano menor del célebre guerrillero y patriota don Manuel Rodríguez Erdoiza, con el cual se le suele confundir.

- Elcira Carrasco: (Personaje aparentemente ficticio). Mujer de campo que vivió muchos años en Antofagasta (entonces territorio boliviano) hasta que se inició el conflicto. Se convertiría con el pasar de los meses en criada de Leonora Latorre y en su principal confidente. A su muerte será una civil sepultada con honores militares por su ayuda a la agente Latorre.

- Rafael Torreblanca: (personaje real) Minero, profesor y mejor amigo de Alberto Cobo, al mismo tiempo prometido de su hermana Clementina. Se enrola junto a otros mineros del norte de Chile en el Ejército con el grado de teniente. Es uno de "Los Poetas del Atacama".

- Clementina Cobo: (personaje real) Hermana de Alberto y novia de Rafael Torreblanca. Pese a ser muy joven parte a la guerra como enfermera en el servicio sanitario del Ejército de Chile.

- Coronel Santiago Amengual: (personaje real) Apodado "El Manco", comandante del Regimiento "Esmeralda" Séptimo de Línea.

- Antonio Latorre: Padre de Leonora Latorre.

- Abelardo Núñez: Encargado de los servicios secretos chilenos durante la Guerra del Pacífico, y como tal, jefe de Leonora. Le apodaban "El Profesor" (personaje real, aunque si es cierto que prestó servicios a la cancillería).

- Gaspar Acosta: (personaje aparentemente real) Ordenanza de Manuel Rodríguez; en su condición, lo secundó en todas sus aventuras.

- General Juan Buendía: (personaje real)General del ejército peruano y comandante en jefe de las fuerzas de la " Alianza Perú-Boliviana". Supuestamente se enamora de Leonora en Tarapacá y es quien la reconoce y colabora para su captura en Lima años después.